# العلاقات البريطانية البيروية
العلاقات البريطانية البيروفية هي العلاقات الثنائية التي تجمع بين المملكة المتحدة وبيرو.

## مقارنة بين البلدين
هذه مقارنة عامة ومرجعية للدولتين:
| وجه المقارنة                                              | المملكة المتحدة                 | بيرو                                   |
| --------------------------------------------------------- | ------------------------------- | -------------------------------------- |
| المساحة (كم2)                                             | 242.50 ألف                      | 1.29 مليون                             |
| عدد السكان (نسمة)                                         | 66.02 مليون                     | 32.16 مليون                            |
| الكثافة السكانية (ن./كم²)                                 | 272.25                          | 24.93                                  |
| العاصمة                                                   | لندن                            | ليما                                   |
| اللغة الرسمية                                             | لغة إنجليزية، اللغة الويلزية    | اللغة الإسبانية، اللغة الأيمرية، كتشوا |
| العملة                                                    | جنيه إسترليني                   | سول بيروفي جديد                        |
| الناتج المحلي الإجمالي (بليون دولار)                      | 2.62 تريليون                    | 211.39 مليار                           |
| الناتج المحلي الإجمالي (تعادل القوة الشرائية) بليون دولار | 2.72 تريليون                    | 393.13 مليار                           |
| الناتج المحلي الإجمالي الاسمي للفرد دولار أمريكي          | 43.88 ألف                       | 6.03 ألف                               |
| الناتج المحلي الإجمالي للفرد دولار أمريكي                 | 40.23 ألف                       | 11.99 ألف                              |
| مؤشر التنمية البشرية                                      | 0.907                           | 0.740                                  |
| رمز المكالمات الدولي                                      | +44                             | +51                                    |
| رمز الإنترنت                                              | .uk، .gb                        | .pe                                    |
| المنطقة الزمنية                                           | توقيت غرينيتش، توقيت غرب أوروبا | توقيت بيرو، 00                         |

## مدن متوأمة
في ما يلي قائمة باتفاقيات التوأمة بين مدن بريطانية وبيروفية:
- ترتبط لندن مع أريكيبا باتفاقية توأمة منذ 31 مارس 2009.[17][18][17][18]

## منظمات دولية مشتركة
يشترك البلدان في عضوية مجموعة من المنظمات الدولية، منها:
| علم المنظمة | اسم المنظمة                               | تاريخ انضمام المملكة المتحدة | تاريخ انضمام بيرو |
| ----------- | ----------------------------------------- | ---------------------------- | ----------------- |
|             | مؤسسة التنمية الدولية                     | 24 سبتمبر 1960               | 30 أغسطس 1961     |
|             | يونسكو                                    | 4 نوفمبر 1946                | 21 نوفمبر 1946    |
|             | وكالة ضمان الاستثمار متعدد الأطراف        | 12 أبريل 1988                | 2 ديسمبر 1991     |
|             | الأمم المتحدة                             | 24 أكتوبر 1945               | 31 أكتوبر 1945    |
|             | الفريق المعني برصد الأرض                  | ?                            | ?                 |
|             | الاتحاد البريدي العالمي                   | ?                            | ?                 |
|             | البنك الدولي للإنشاء والتعمير             | 27 ديسمبر 1945               | 31 ديسمبر 1945    |
|             | المنظمة الهيدروغرافية الدولية             | ?                            | ?                 |
|             | الاتحاد الدولي للاتصالات                  | 24 فبراير 1871               | 12 يوليو 1915     |
|             | منظمة حظر الأسلحة الكيميائية              | ?                            | ?                 |
|             | مؤسسة التمويل الدولية                     | 20 يوليو 1956                | 20 يوليو 1956     |
|             | المركز الدولي لتسوية المنازعات الاستشارية | 18 يناير 1967                | 8 سبتمبر 1993     |
|             | منظمة التجارة العالمية                    | 1995                         | ?                 |
|             | منظمة الشرطة الجنائية الدولية             | ?                            | ?                 |

## وصلات خارجية
- موقع وزارة الخارجية البريطانية
- موقع وزارة الخارجية البيروفية